# Smîkarivka, Hluhiv
Smîkarivka (în ucraineană Смикарівка) este un sat în comuna Pustohorod din raionul Hluhiv, regiunea Sumî, Ucraina.

## Demografie
Componența lingvistică a localității Smîkarivka
     Ucraineană (94,12%)
     Rusă (5,88%)
Conform recensământului din 2001, majoritatea populației localității Smîkarivka era vorbitoare de ucraineană (94,12%), existând în minoritate și vorbitori de rusă (5,88%).